# Peter Friedrich Arndt
Peter Friedrich Arndt (Trzebiatów, 23 de agosto de 1817 — Berlim, 2 de agosto de 1866) foi um matemático alemão.

## Vida
Arndt estudou matemática e pedagogia na Universidade de Greifswald. Lecionou depois em Stralsund.
A partir de 1854 Arndt foi Privatdozent na Friedrich-Wilhelms-Universität zu Berlin, tornando-se Professor Extraordinário de Matemática em 1862.
Morreu aos 48 anos de idade em 2 de agosto de 1866 em Berlin, vitimado por cólera.